# Georg Günther Kraill von Bemeberg

Pawel von Essens av Georg Günther Kraill von Bemeberg - Skoklosters slott.

Georg Günther Kraill von Bemeberg, född 1584 (förmodligen i Ulm), död 1 januari 1641 på Ökna, var en svensk överste, generalkvartermästare, kartograf och etsare.
Han var son till översten och kommendanten i Ulm Jakob Krail von Bemebergh och Magdalena von Neipperg. Alternativa stavningar på efternamnet: Krail/Crail/Kräill von Bemebergh, naturaliserad i Sverige som Crail von Bamberg.

## Biografi
G. G. Kraill von Bemeberg torde ha gått i svensk tjänst som ingenjör kring 1620. Utformade planerna för belägringen av Riga 1621 och får fältkvartermästares titel 1622. Efter 1625 kallar han sig visitatör (markscheider eller gruvmätare). Arbetar i svensk tjänst i Preussen och Pommern till och med 1630 då han får hemförlovning på grund av sjuklighet. I Sverige uppbär han generalkvartersmästares rang fram till 1636 då han avgår med pension. Han naturaliserades som svensk adelsman 1634 och ägde godsen Ökna och Mora gård i Södermanland.
På Skoklosters slott finns ett tjugotal porträtt, däribland ett självporträtt, utförda av G. G. Kraill von Bemberg samt ett trettiotal koppartryck och ritningar. Men hans konstnärliga produktion består huvudsakligen av fästningsplaner, geometriska figurer och arkitekturritningar. För en planerad utgåva av tredje delen av Mecanica utförde han 1636 ett tjugotal etsningar. von Bemberg finns representerad vid bland annat Nationalmuseum i Stockholm.

### Egendom
Crail ägde Ökna i Gryts socken.

### Familj
Crail gifte sig första gången med Dorotea Brackel, dotter av kommendanten Jobst Eberhard Brackel i Gent. Hon var änka efter ståthållaren Henrik Camhus Kalmar slott. Brackel och Crail fick tillsammans barnen Anna Elisabet Crail (död 1689) som var gift med översten Konrad von Teklenburg vid Södermanlands regemente och översten David Fredrik von Siegroth och militären Gustaf Christian Crail.
Crail gifte sig andra gången med Christina von Masenbach (död 1657), dotter till ståthållaren Hans von Massenbach på Stockholms slott och Margareta Vogtin von Fronhausen. De fick tillsammans barnen ryttmästaren Hans Jakob Crail, Georg Reinhold Crail (död 1700), kornetten Johan Ebbert Crail, Margareta Magdalena Crail som var gift med kaptenen Lars Slatte, Catharina Sabina Crail (1633–1682) som var gift med handelsborgmästaren Peter Danckwardt i Norrköping och Christina Dorotea Crail (död 1719).